# Aeroportul Schefferville
Aeroportul Schefferville (IATA: YKL, ICAO: CYKL) este un aeroport din Schefferville⁠(d), Caniapiscau Regional County Municipality⁠(d), Côte-Nord⁠(d), Provincia Québec, Canada ce deservește zona Schefferville⁠(d). A fost numit după zona deservită.
Situat la o altitudine de 521 m, aeroportul dispune de o singură pistă.